# الشعبة 36 في الجيش الوطني الثوري
الشعبة 36 هي فرقة فرسان في الجيش الثوري الوطني الصيني. تم إنشاؤها في عام 1932 من قبل حزب الكومينتانغ وتولى قيادتها ما تشونغ يينغ، حيث كان أول قائد لها. وجميع أفراد وضباط الشعبة مسلمون هوى العرقية، مع بضعة آلاف من الأويغور المجندين قسريًا في صفوفها. كان يشار إليها باسم «الشعبة 36 في حزب الكومينتانغ»، أو «الفرقة 36 في حزب الكومينتانغ». تعتبر الفرقة موالية للحكومة الصينية ورافضة للانفصال، وكان لها دور رئيسي في سقوط جمهورية تركستان الشرقية الأولى والثانية.

## التشكيل
تشكلت الشعبة بقيادة ما تشونغ يينغ، وهو مسلم هوي العرق تدرب تحت قيادة شيانغ كاي شيك في الأكاديمية العسكرية في نانجينغ. وكان كمال كايا أفندي بمثابة نائب لما تشونغ يينغ، وهو ضابط عثماني سابق من أصل تركي.
تتكون الشعبة من لوائين، اللواء الأول بقيادة ما جو لونغ. واللواء الثاني بقيادة ما شنغ كويي. وتتكون فرقة الفرسان من 2000 فارس بحصانه الأسود اللون أو البني أو الأبيض.
كان ما هوشان نائب قائد الشعبة، ثم رقي إلى رئيسها. وكان باي تزو-لى آخر قائد للشعبة.

## المعدات
تتألف المعدات الأساسية من السيوف وبنادق القبض السوفيتية والبنادق الرشاشة الخفيفة والمدافع. ودخلت البنادق السوفيتية بشكل ملحوظ في الثلاثينات مع 1930 بعد أن استولى عليها المسلمون الصينيون من الجنود الروس أثناء الغزو السوفييتي لسنجان كغنيمة حرب.

## الزي الرسمي والشارات

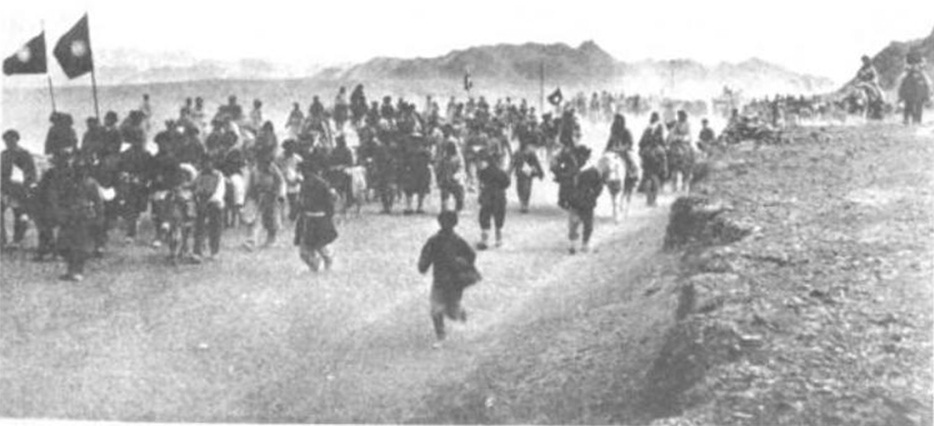
جنود أتراك يلوحون بأعلام الكومينتانغ بالقرب من مدينة كومول

ترتدي قوات ما تشونغ يينغ  زيًا أخضرًا، عليه شعار جمهورية الصين، ويرفعون أعلام جمهورية الصين.

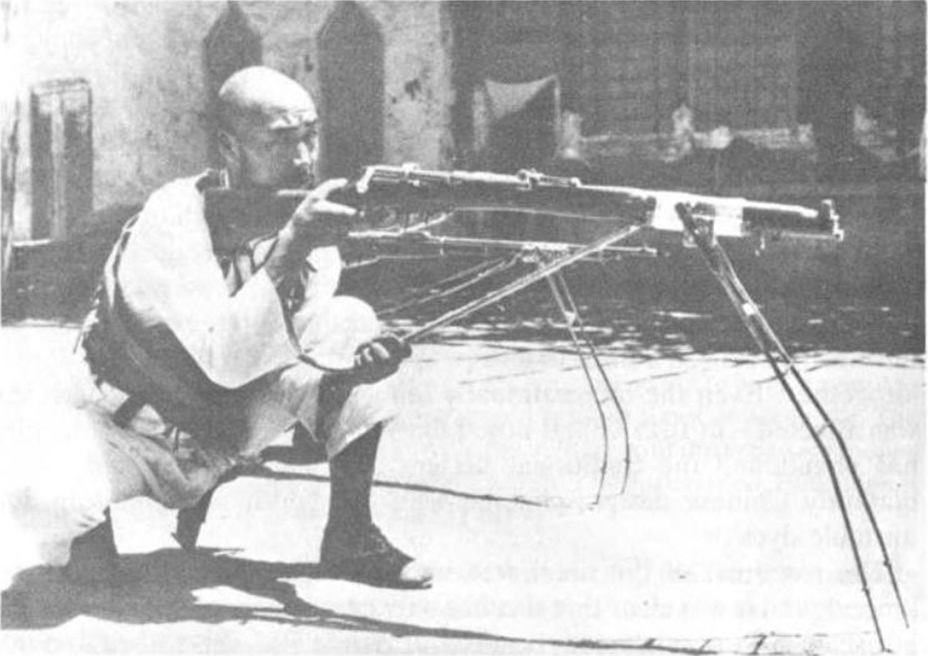
مسلم صيني هوي العرق جندي في الشعبة 36 يتدرب على الرمي

## حروب سنجان

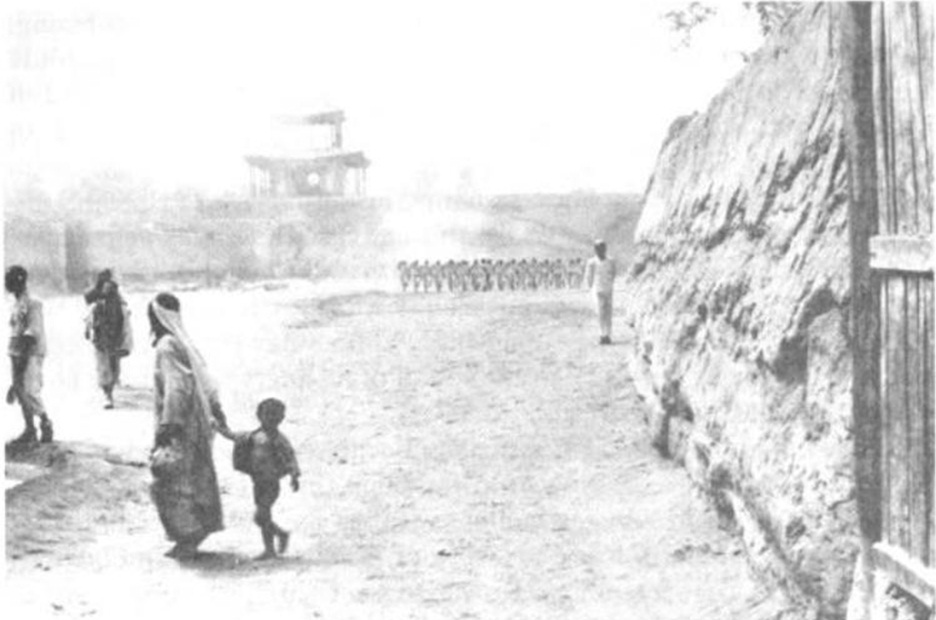
امرأة أويغورية مع طفلها في مدينة خوتان سنة 1937 أثناء دخول الشعبة 36 المدينة

### مجزرة كيزيل
هاجم المسلمون الأويغور والقيرغيز الداعون للانفصال عن الصين جنود الشعبة 36 في مدينة كاشغر، وقتل عدد كبير من الشعبة، وذلك بسبب أن الشعبة وجنودها تُعتبر من الموالين للحكومة الصينية والرافضين للاستقلال عن الصين.

### معركة أقسو
استطاع مسلمو الأويغور بقيادة إسماعيل بيك طرد قوات الشعبة 36 من مدينة أقسو في تركستان الشرقية.

### معركة سيكيس طاش
في عام 1933 في منطقة سيكيس طاش في إقليم تركستان الشرقية، حيث هاجمت قوات المسلمين الصينين الموالين للحكومة الصينية بقيادة ما زانكانغ قوات مسلمي الأويغور والقيرغيز الراغبين في الانفصال عن الصين، وقُتل في المعركة حوالي 200 من مسلمي الأويغور والقيرغيز.

### معركة كاشغر (1933)
انهزم قوات جمهورية تركستان الشرقية الأولى بقيادة الأخوة بوغرا وتوفيق باي لصالح قوات ما زانكانغ. وانضمت قوات هان الصينية بقيادة العميد إلى الشعبة 36 تحت قيادة ما زانكانغ، وارتدوا الزي الأخضر، ويُفترض أنهم أعلنوا إسلامهم.

### معركة أورومتشي
حاولت قوات الشعبة 36 مرتين أن تسيطر مدينة أورومتشي عاصمة الإقليم، في معركتي أورومتشي الأولى والثانية لتكون قد انهت على جمهورية تركستان الشرقية الأولى. وفي المرة الثانية انضموا مع قوات الهان الصينية في جيش تشانغ بييوان.

### معركة توتونغ
في عام 1934، هاجمت كتيبتان من الجيش السوفيتي الشعبة 36 بالطائرات والمدفعية الثقيلة، مستخدمةً غاز الخردل في الهجوم، وجرت معركة ضارية استمرت عدة أسابيع، ووقعت خسائر فادحة في كلا الجانبين، ثم أمر ما تشونغ يينغ الشعبة 36 بالانسحاب.

### معركة داون تشنغ
هاجمت قوات ما تشونغ يينغ بضع مئات من الجنود السوفيت بالقرب من داون تشنغ. وقتل أغلب جنود الحركة البيضاء في المنطقة.

### معركة كاشغر (1934)
اقتحمت قوات الشعبة 36 بقيادة ما فويوان مدينة كاشغر، وهاجموا الثوار الأويغور والقيرغيز، واستطاعوا فك الحصار عن قوات ما زانكانغ المحاصرة. وأحدثت قوات الشعبة 36 مجزرة بين المدنيين الأويغور، حيث قتلوا ما بين 2000 إلى 8000 مسلم مدني، وخطب ما تشونغ يينغ خطبةً في مسجد عيد غا، وأقسم على الولاء لجمهورية الصين الشعبية وحكومتها في نانجينغ. كما قامت قوات الشعبة 36 بقتل عدد من موظفي القنصلية البريطانية في كاشغر.

### معركة ينجيسار
هاجم 10,000 جندي من الكتيبة 36 في الجيش الوطني الثوري الصيني بقيادة ما زانكانغ قوات مسلمي الأويغور في ينجيسار وكان عددهم حوالي 500 مقاتل، وقُتل في هذه المعركة كامل قوة المسلمين الأويغور وقُتل قائدهم الأمير نور أحمد جان بوغرا.

### معركة ياركند
هاجمت الكتيبة 36 في الجيش الوطني الثوري الصيني بقيادة ما زانكانغ قوات مسلمي الأويغور والمتطوعين الأفغان الذين بعث بهم الملك محمد ظاهر شاه لمساعدة مسلمي الأويغور، وانهزمت قوات مسلمي الأويغور في هذه المعركة وقتل الأمير عبد الله بوغرا وقُطع رأسه وعُرضت في مسجد عيد غا.

### ثورة كارخليك
قامت قوات الشعبة 36 بقيادة ما هوشان بسحق ثورة من الأويغور في واحة كارخليك.

## إدارة تركستان الشرقية
بعد القضاء على ثورات المسلمين الأويغور في المنطقة، أعلن قادة الشعبة 36 ولائهم لحزب الكومينتانغ والحكومة الصينية في نانجينغ، وأرسلوا مبعوثين إلى نانجينغ لطلب المساعدة لمحاربة شنغ شى تساى وقوات الاتحاد السوفياتي التي كانت تريد ضم الإقليم.
وبدأوا بوضع لافتات في الشوارع وتسمية الشوراع بأسماء صينية بعدما كانت بأسماء أويغورية. وتم فرض التقاليد الصينية، واستيراد طهاة صينيين، والقضاء على المظاهر المتعلقة بالتقاليد الأويغورية.
تكررت ثورات الأويغور ضد الشعبة 36 في عام 1935، ولكن تم سحقهم، وأُعدم 100 شخص، وأُخذت عائلة زعيمهم كرهينة. كما تمت مصادرة الجمال في المنطقة.

## إعادة تشكيل الكتيبة قبل الحرب الصينية اليابانية
في عام 1942 تم تقسيم الشعبة وإرسالها إلى بورما كجزء من قوات التدخل السريع الصينية لتأمين طريق بورما، ولعبت دورا محوريا في منع القوات اليابانية من التقدم في معركة نهر سالوين في عام 1942.[بحاجة لمصدر]